# Megalinus
Megalinus  (лат.) — род коротконадкрылых жуков из трибы Xantholinini подсемейства Staphylininae. Более 50 видов, большинство из которых (более 30) обнаружены в Китае. В Европе 2 вида (Megalinus glabratus и Megalinus sabellai)

## Описание
Мелкие коротконадкрылые жуки, длина 7—10 мм. Форма тела субцилиндрическая; основная окраска чёрная, надкрылья желтовато-бурые. Голова субквадратная или прямоугольная. Лабрум двулопастный со срединной продольной бороздкой. Глаза расположены в переднебоковой части головы. Последний сегмент нижнечелюстных и нижнегубных щупиков вытянутый, самый длинный. Надкрылья с рядами мелких точек. Срединная доля эдеагуса гениталий самцов крупноразмерная, передняя часть короткая.
Род был впервые выделен в 1877 году французскими энтомологами Этьеном Мюльсаном (фр. Étienne Mulsant) и Клаудиусом Реем (Claudius Rey) в качестве подрода в составе рода Xantholinus. В 1972 году Megalinus был наделён самостоятельным родовым статусом (Coiffait, 1972)
.
- Megalinus glabratus (Gravenhorst, 1802)
- Megalinus sabellai Ciceroni & Zanetti, 1992[3]